# Gom van Strien

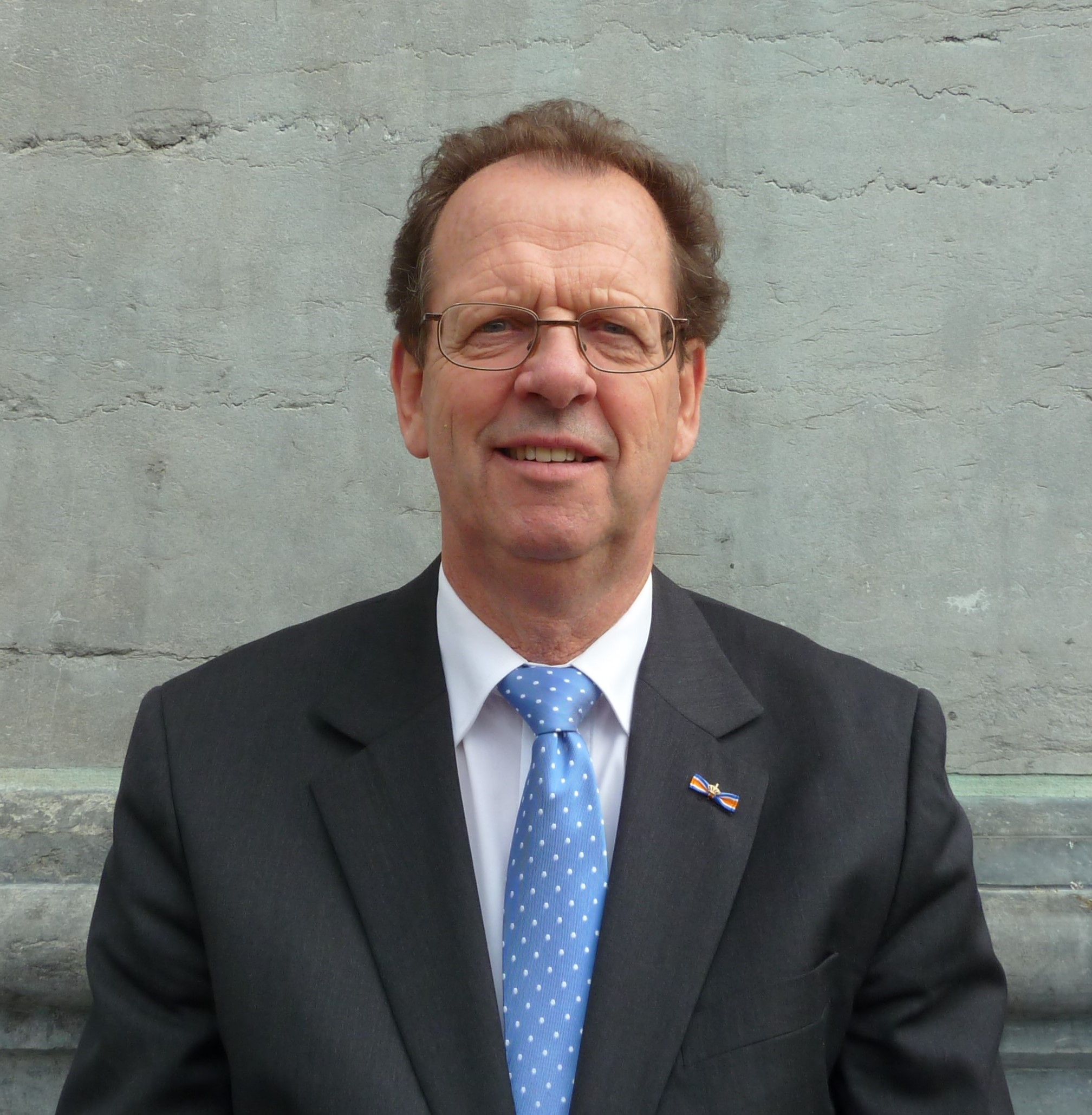
Gom van Strien (2014)

Gom van Strien (geboren am 10. Juni 1951 in Geertruidenberg) ist ein niederländischer Politiker, Physiker und Betriebswirt. Er ist für die Partij voor de Vrijheid (PVV) seit 2011 Mitglied der Ersten Kammer, des Oberhauses des niederländischen Parlaments.

## Leben
Van Strien erhielt seine weiterführende Schulausbildung zwischen 1963 und 1967 in Zevenbergen/Raamsdonksveer sowie bis 1970 in Oosterhout. Anschließend und bis 1976 studierte er Physik an der Katholischen Universität Nijmegen sowie nachfolgend Betriebswirtschaftslehre an der Universität Twente. Beruflich tätig wurde er, bis 1986, für das Zentrale Amt für Statistik (CBS). Es folgte eine anderthalbjährige Beschäftigung bei der RWS, ehe er in die Verwaltung der Universität Utrecht wechselte.
Van Strien ist seit 1978 verheiratet und hat eine Tochter und zwei Söhne. Er lebt in Arcen, Provinz Limburg (Stand 2023).

## Politik
Politisch betätigte sich Gom van Strien zunächst bei der Volkspartij voor Vrijheid en Democratie (VVD), von 1984 bis 1988 war er Vorsitzender dessen Ortsverbandes Alphen aan den Rijn. Später wechselte er zur PVV, für diese wurde er im Juni 2011 in den Senat gewählt. Im September 2012 wurde er stellvertretender Vorsitzender der Gruppe. Nachdem die PVV bei der Parlamentswahl Mitte November 2023 stärkste Kraft geworden war, erhielt er vom Parteivorsitzenden Geert Wilders den Auftrag, mit Vertretern anderer Parteien über Möglichkeiten zur Bildung einer Koalition zu sprechen. Da Medien über Betrugsvorwürfe in seinem früheren Unternehmen berichtet hatten, gab van Strien diesen Auftrag am 27. November zurück. Mit der Nachfolge beauftragt wurde der ehemalige Bildungs- und Innenminister Ronald Plasterk.